# 씨씨: 베스트 프렌즈
《씨씨: 베스트 프렌즈》(영어: Castaway)는 오스트레일리아에서 제작한 해나 발로와 케인 세네스 감독의 2022년 심리 공포 스릴러 영화이다. 아이샤 디 등이 출연하였다.

## 줄거리
어려서 시시(겁쟁이)라고 불리던 시실리아는 현재 생활 양식 블로거로 승승장구하고 있다. 시실리아는 우연히 어린 시절 친구 에마와 재회하고, 에마는 연인 프랜과의 약혼식과 처녀 파티에 시실리아를 초대한다.
같은 파티 참석객이며 어려서 시실리아를 괴롭혔던 앨릭스는 시실리아의 정체를 사람들에게 밝히겠다며 시실리아의 휴대폰을 뺏으려한다. 시실리아는 실랑이를 하다가 앨릭스를 돌로 치고 만다. 사실 시실리아는 어렸을 때 자신을 괴롭히던 앨릭스를 모종삽으로 쳐서 볼을 망가뜨린 적이 있다.
시실리아는 앨릭스를 정원에 묻지만, 에마의 친구 제이미가 이를 발견하고 만다. 시실리아는 제이미를 낭떠러지에 밀어 죽이고 이어 트레이시와 프랜도 죽게 한다. 에마가 시실리아에게 반격하지만, 실은 살아있었던 앨릭스가 에마를 시실리아로 착각하는 바람에 에마의 두개골을 부숴 죽인다. 앨릭스는 마침 출동한 경찰의 총에 맞아 숨진다.
시실리아는 앨릭스가 벌인 학살극의 생존자로 유명해지고 책을 낸다.

## 출연
- 아이샤 디 - 시실리아 / 시시 역
- 해나 발로 - 에마 역
- 에밀리 더마거리티 - 앨릭스 역
- 대니얼 멍크스 - 제이미 역
- 예린 하 - 트레이시 역